# 심상대 (소설가)
심상대(沈相大, 1960년 1월 25일 ~ )는 대한민국의 소설가이다. 본관은 삼척이다.

## 생애
1990년 《세계의 문학》을 통해 등단하였다. 첫 소설집 《묵호를 아는가》를 발표하여 주목을 받았다. 한국작가회의 이사로도 활동 중이다.

## 학력
- 강릉제일고등학교 졸업
- 고려대학교 고고미술사학과 학사

## 작품

### 소설
- 《묵호를 아는가》
- 《명옥헌》
- 《사랑과 인생에 관한 여덟 편의 소설》
- 《망월》
- 《떨림》
- 《심미주의자》
- 《단추》

### 산문
- 《갈등하는 神》
- 《탁족도 앞에서》

## 수상 내역
- 2001년 제46회 현대문학상 (〈마르시아스 심〉이라는 가명 사용)
- 2012년 제6회 김유정문학상[1]